# Marama Vahirua
Pour les articles homonymes, voir Vahirua.
Marama Vahirua né le 12 mai 1980 à Papeete (Tahiti), est un footballeur international tahitien des années 2000 évoluant au poste d'attaquant. Il fait partie du staff du Grenoble Foot 38 depuis juin 2023.
Son oncle Errol Bennett  et son cousin Pascal Vahirua sont aussi des footballeurs professionnels.

## Biographie

### Enfance et formation
Marama Vahirua, dont le prénom signifie « lumière » en tahitien, est attiré par le football dès son plus jeune âge. Inspiré par le dessin animé Olive et Tom, Marama et ses amis jouent pendant des heures et jusqu'à être interrompus par la nuit sur les plages d'Arue, à une lieue de Papeete. Trop fort sur le sable, le voilà à Central Sport puis à l'AS Pirae, toujours dirigé par son père Bernard. « Mon père a été l'entraîneur de chacune des équipes dans lesquelles j'ai joué, jusqu'à l'équipe première de Pirae, où il était adjoint ».
Dans le plus grand club de l'île en 1994, l'adolescent de 14 ans tombe amoureux de la fille du trésorier, Mitiana, qui deviendra sa femme quelques années plus tard. Avec l'AS Pirae, le jeune découvre également la Métropole. À quinze ans, Marama joue déjà avec l'équipe première qui s'en va disputer un match de Coupe de France à Pont-Saint-Esprit, en banlieue parisienne. Vahirua marque le premier but du match après seulement 10 seconde de match. Il ne peut cependant empêcher la défaite (3-2) de son équipe mais se fait forcément remarquer. Il enchaîne avec un stage de quatre jours à l'AJ Auxerre où Guy Roux veut le garder. N'ayant jamais connu l'hiver, Marama décide malgré les sollicitations du coach bourguignon, de rentrer bien au chaud sur son île de Tahiti.
En 1997, le FC Nantes, par le biais d'un ami du père de Marama, invite le jeune tahitien pour un essai au mois de mai 1997. Robert Budzynski, directeur sportif du FC Nantes, décide de lui faire signer son premier contrat (aspirant). Marama fait alors le choix de rester chez les Canaris.
Il intègre le groupe de Loic Amisse en moins de 17 ans.

### FC Nantes: naissance de "Tahitigoal"
Ciselé par les orfèvres de La Jonelière, Marama Vahirua débute en première division le 14 avril 1999 au Havre. Culotté, pour ce qui sera son seul match en professionnel de la saison 1998-1999, il tente un lob de 40 mètres sur son premier ballon. Onze mois plus tard, encore au Havre, il inscrit son premier but après son entrée en jeu à trente minutes du terme. Utilisé comme joker, il découvre la Coupe d'Europe lors de cette saison 1999-2000, et signe son premier contrat professionnel au début de l'année 2000. Encore plus utilisé pour l'exercice suivant, il garde le même rôle n'étant titularisé qu'à douze reprises sur ses 25 premières apparitions en première division, pour seulement deux matchs effectués en totalité. Le sélectionneur de l'équipe de Tahiti le contacte alors, mais Vahirua refuse catégoriquement pour pouvoir jouer un jour avec l'équipe de France. Il déclare aussi avoir encore besoin d'apprendre « à mieux gérer ma tête et mes jambes, pour être en mesure de tenir 90 minutes. À être plus calme et à doser mes efforts (...) je manque aussi de volume physique et de lucidité devant le but ».
Il fait ses débuts en Équipe de France espoirs sélectionné par Raymond Domenech. Il est vite surnommé «Tahitigoal»par les supporteurs jaunes et verts qui apprécient le joueur mais aussi l'homme. Le 12 mai 2001, il marque le seul but de la rencontre contre Saint-Étienne et permet ainsi au FCN d'être sacré champion de France après avoir effectué une saison très satisfaisante dans son rôle de joker. Mais plus que ses buts qu'il a l'habitude de célébrer par deux coups de pagaie avec un genou à terre, c'est sa capacité à jouer avec les autres et dans un style caractéristique, qui a fait rêver du côté de la Jonelière et de la Beaujoire.

### Des Aiglons aux Merlus

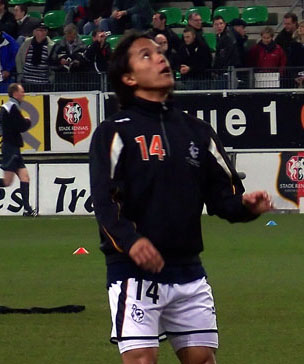
Vahirua en 2008 avec Lorient

Il réalise deux bonnes premières saisons à l'OGC Nice marquant dix buts lors de l'exercice 2004-2005, et cinq lors de la saison 2005-2006, repositionné en numéro 10 par le tacticien corse Frédéric Antonetti. 
Sa dernière saison sous le maillot rouge et noir est plus compliquée en raison de quelques tensions avec l'entraîneur des Aiglons et d'un rendement un peu inférieur à ses saisons précédentes. Néanmoins, ses 4 buts en 32 matchs dont un décisif dans l'optique du maintien en fin de Championnat face au Paris Saint-Germain, permettent à l'OGC Nice de se maintenir parmi l'élite. Lors d'un match à Lorient, il se fait remarquer en jetant son maillot à terre et en rentrant directement aux vestiaires au moment de sa sortie, devant un Antonetti excédé par sa prestation, et sous les applaudissements du public lorientais.
Marama Vahirua commence sur les chapeaux de roues la saison 2007-2008 avec le FC Lorient, en réalisant deux doublés face au Paris SG et à l'Olympique lyonnais. Il termine sa première saison avec les Merlus en ayant inscrit sept buts et délivré trois passes décisives en championnat.

### Fin de carrière professionnelle et retour à Tahiti
Le 11 mai 2010, Marama Vahirua confirme qu'il jouera les trois prochaines saisons pour le club de l'AS Nancy-Lorraine. Il était en fin de contrat avec le FC Lorient. Le 15 mai, alors qu'il effectue son dernier match pour les Merlus, il est expulsé à la dernière minute du temps règlementaire. Il ne s'impose pas vraiment à Nancy, période durant laquelle il ne semble pas s'adapter au style de jeu défensif de son équipe. Il marque 5 buts en 25 rencontres de championnat.
Après n'avoir pas réussi à s'imposer à Nancy, Marama Vahirua quitte la Lorraine et est prêté avec option d'achat à l'AS Monaco en août 2011. Lors de son premier match sous ses nouvelles couleurs, en Ligue 2, il touche deux fois le poteau et ne peut éviter un nouveau nul des siens contre Amiens. Le 5 novembre 2011, alors que son équipe est mené 1-2 à cinq minutes du terme de la rencontre, Marama Vahirua marque le but de l'égalisation à la 86e d'un enchaînement exceptionnel : après une passe en hauteur d'un de ses coéquipiers, il exécute son contrôle juste avant la surface dos au but, pivote, et trompe le gardien manceau d'une volée pleine lucarne. Ce but permet à son équipe d'arracher le nul après une très mauvaise série. Ce but est le seul exploit au sein d'une saison terne de la part du Tahitien et de son équipe en général, durant laquelle il disparaît de l'équipe après le mercato hivernal et l'arrivée d'une nouvelle direction. Non conservé, il fait son retour en Lorraine à l'issue de la saison.
Le 31 août 2012, il signe pour un an avec le club promu Panthrakikos en Superleague du Championnat de Grèce de football.
À l'issue de la Coupe des confédérations 2013, il met un terme à sa carrière professionnelle pour se consacrer au football tahitien. En octobre 2013, il signe à l’AS Pirae, tout en intégrant la fédération tahitienne de football en tant que directeur technique.
Il joue de 2013 à 2018 à Tahiti, participant à la Ligue des champions de l'OFC à deux reprises avec, d'abord l'AS Pirae en 2014 puis l'AS Dragon en 2018, avant de mettre un terme à sa carrière de joueur en septembre 2018.

### Carrière internationale
Marama Vahirua joue avec l'équipe de Tahiti des moins de 17 ans mais jamais dans des tournois officiels. Durant l'année 2000, le sélectionneur de l'équipe de Tahiti le contacte alors pour le convoquer lors des éliminatoires du Mondial 2002, mais Vahirua refuse catégoriquement pour pouvoir jouer un jour avec l'équipe de France.
Marama Vahirua est sélectionné en équipe de France Espoirs à six reprises (deux buts).

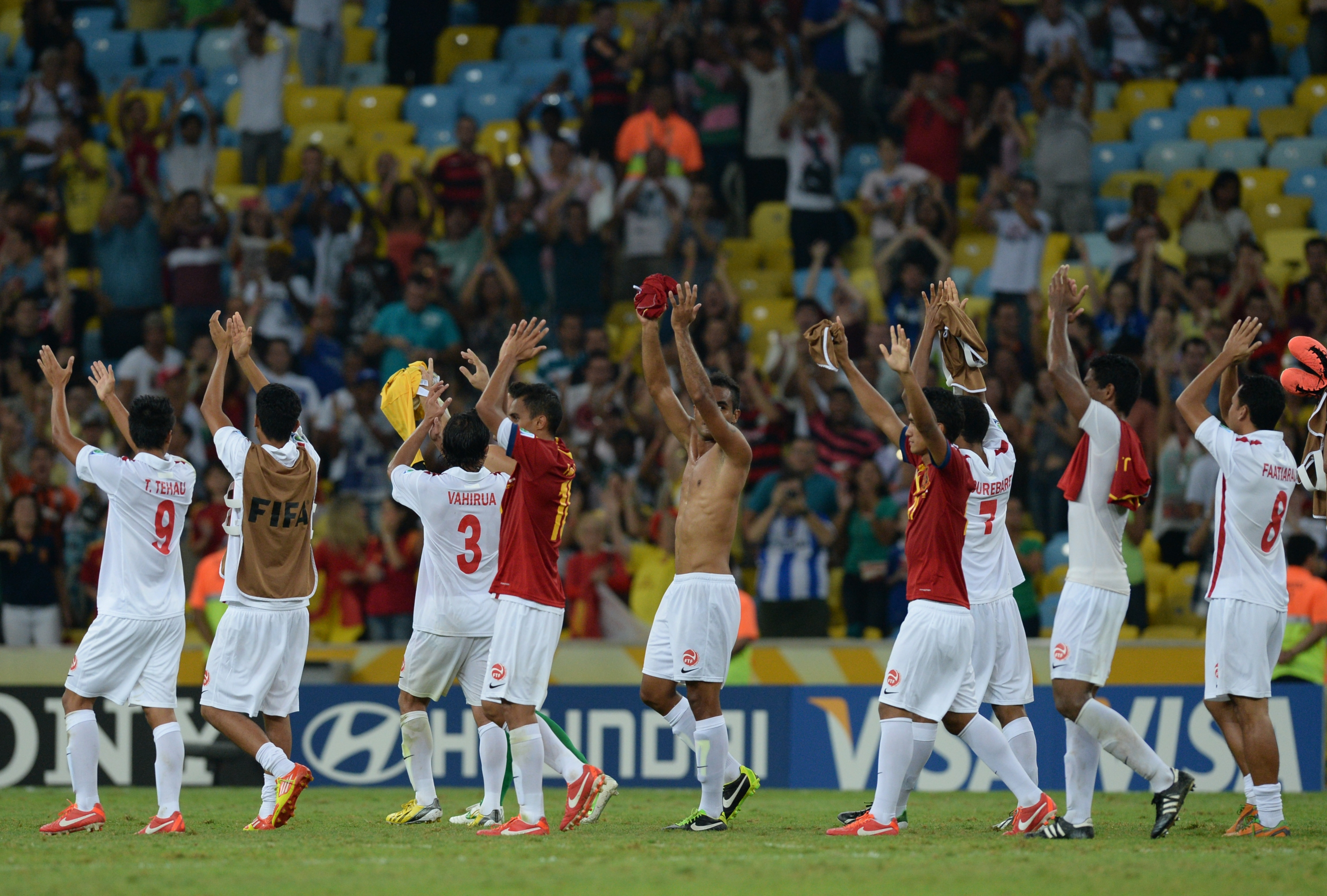
Marama Vahirua avec Tahiti après un match face à l'Espagne en 2013

Jamais sélectionné par l'équipe de France, il est appelé peu après le sacre tahitien lors de la Coupe d'Océanie 2012 à jouer avec l'équipe de Tahiti les matches de qualification pour la Coupe du monde 2014 contre les Îles Salomon et la Nouvelle-Calédonie en septembre 2012 et pour la Coupe des confédérations au Brésil en juin 2013. Vahirua était le seul footballeur à plein temps de l'équipe majoritairement semi-professionnelle, ainsi que le seul à jouer en dehors de Tahiti. Le 17 juin 2013, il connaît sa première sélection avec Tahiti face au Nigeria dont il délivre une passe décisive à la retombée d'un corner pour le seul buteur de l'équipe durant cette compétition, Jonathan Tehau et dispute également les deux autres matchs contre l'Espagne et l'Uruguay. Il dispute cependant un dernier match avec la sélection tahitienne le 20 mars 2018, une rencontre amicale se concluant sur un match nul 0-0 contre la Nouvelle-Calédonie.

### Après carrière
En juillet 2018 Vahirua devient président du club tahitien AS Dragon, club dans lequel il a évolué par le passé.
En 2020, l'OGC Nice le contacte pour être entraîneur des attaquants du centre de formation et adjoint des moins de 19 ans en compagnie de son ancien partenaire au FC Nantes, Emerse Faé. Marama Vahirua accepte et rejoint donc le staff du club.
En juin 2021, après un an de formation au CNF Clairefontaine, il est diplômé du DESJEPS mention football.
En mai 2022, il est diplômé du certificat d'entraîneur attaquant et défenseur (CEAD), diplôme nouvellement créé et délivré par la FFF.
En juin 2023, il annonce rejoindre le staff du Grenoble Foot 38.

## Statistiques

### En club
| Saison                | Club                  | Championnat           | Championnat | Championnat | Championnat | Coupe nationale | Coupe nationale | Coupe nationale | Coupe de la Ligue | Coupe de la Ligue | Coupe de la Ligue | Compétition(s) continentale(s) | Compétition(s) continentale(s) | Compétition(s) continentale(s) | Compétition(s) continentale(s) | Total | Total | Total |
| Saison                | Club                  | Division              | M.          | B.          | P.d.        | M.              | B.              | P.d.            | M.                | B.                | P.d.              | Comp.                          | M.                             | B.                             | P.d.                           | M.    | B.    | P.d.  |
| 1998-1999             | FC Nantes             | Division 1            | 1           | 0           | 0           | -               | -               | -               | -                 | -                 | -                 | -                              | -                              | -                              | -                              | 1     | 0     | 0     |
| 1999-2000             | FC Nantes             | Division 1            | 12          | 1           | 0           | 2               | 0               | 0               | -                 | -                 | -                 | C3                             | 1                              | 1                              | 0                              | 15    | 2     | 0     |
| 2000-2001             | FC Nantes             | Division 1            | 15          | 7           | 0           | 4               | 5               | 0               | 2                 | 2                 | 0                 | C3                             | 6                              | 1                              | 0                              | 27    | 15    | 0     |
| 2001-2002             | FC Nantes             | Division 1            | 24          | 6           | 0           | 1               | 0               | 0               | 2                 | 0                 | 0                 | C1                             | 6                              | 1                              | 1                              | 33    | 7     | 1     |
| 2002-2003             | FC Nantes             | Ligue 1               | 31          | 7           | 2           | -               | -               | -               | 2                 | 0                 | 0                 | -                              | -                              | -                              | -                              | 33    | 7     | 2     |
| 2003-2004             | FC Nantes             | Ligue 1               | 28          | 7           | 1           | 5               | 2               | 0               | 2                 | 0                 | 0                 | C4                             | 2                              | 1                              | 1                              | 37    | 10    | 2     |
| Sous-total            | Sous-total            | Sous-total            | 111         | 28          | 3           | 12              | 7               | 0               | 8                 | 2                 | 0                 | -                              | 15                             | 4                              | 2                              | 146   | 41    | 5     |
| 2004-2005             | OGC Nice              | Ligue 1               | 34          | 10          | 0           | 3               | 1               | 0               | 1                 | 0                 | 0                 | -                              | -                              | -                              | -                              | 38    | 11    | 0     |
| 2005-2006             | OGC Nice              | Ligue 1               | 33          | 5           | 8           | -               | -               | -               | 5                 | 2                 | 0                 | -                              | -                              | -                              | -                              | 38    | 7     | 8     |
| 2006-2007             | OGC Nice              | Ligue 1               | 32          | 4           | 1           | 2               | 1               | 0               | 1                 | 0                 | 0                 | -                              | -                              | -                              | -                              | 35    | 5     | 1     |
| Sous-total            | Sous-total            | Sous-total            | 99          | 19          | 9           | 5               | 2               | 0               | 7                 | 2                 | 0                 | -                              | -                              | -                              | -                              | 111   | 23    | 9     |
| 2007-2008             | FC Lorient            | Ligue 1               | 26          | 7           | 3           | 0               | 0               | 0               | 1                 | 0                 | 0                 | -                              | -                              | -                              | -                              | 27    | 7     | 3     |
| 2008-2009             | FC Lorient            | Ligue 1               | 28          | 4           | 8           | 3               | 0               | 0               | -                 | -                 | -                 | -                              | -                              | -                              | -                              | 31    | 4     | 8     |
| 2009-2010             | FC Lorient            | Ligue 1               | 32          | 8           | 10          | 1               | 0               | 0               | 2                 | 0                 | 0                 | -                              | -                              | -                              | -                              | 35    | 8     | 10    |
| Sous-total            | Sous-total            | Sous-total            | 86          | 19          | 21          | 4               | 0               | 0               | 3                 | 0                 | 0                 | -                              | -                              | -                              | -                              | 93    | 19    | 21    |
| 2010-2011             | AS Nancy-Lorraine     | Ligue 1               | 25          | 5           | 4           | 2               | 0               | 0               | 1                 | 0                 | 0                 | -                              | -                              | -                              | -                              | 28    | 5     | 4     |
| Sous-total            | Sous-total            | Sous-total            | 25          | 5           | 4           | 2               | 0               | 0               | 1                 | 0                 | 0                 | -                              | -                              | -                              | -                              | 28    | 5     | 4     |
| 2011-2012             | AS Monaco FC          | Ligue 2               | 12          | 2           | 0           | 1               | 0               | 0               | -                 | -                 | -                 | -                              | -                              | -                              | -                              | 13    | 2     | 0     |
| Sous-total            | Sous-total            | Sous-total            | 12          | 2           | 0           | 1               | 0               | 0               | -                 | -                 | -                 | -                              | -                              | -                              | -                              | 13    | 2     | 0     |
| 2012-2013             | Panthrakikos FC       | D1                    | 26          | 3           | 0           | 4               | 2               | 0               | -                 | -                 | -                 | -                              | -                              | -                              | -                              | 30    | 5     | 0     |
| Sous-total            | Sous-total            | Sous-total            | 26          | 3           | 0           | 4               | 2               | 0               | -                 | -                 | -                 | -                              | -                              | -                              | -                              | 30    | 5     | 0     |
| 2013-2014             | AS Pirae              | D1                    | -           | -           | -           | -               | -               | -               | -                 | -                 | -                 | LC                             | 5                              | 2                              | 0                              | 5     | 2     | 0     |
| 2014-2015             | AS Pirae              | D1                    | -           | -           | -           | -               | -               | -               | -                 | -                 | -                 | -                              | -                              | -                              | -                              | 0     | 0     | 0     |
| 2015-2016             | AS Pirae              | D1                    | -           | -           | -           | 1               | 1               | -               | -                 | -                 | -                 | -                              | -                              | -                              | -                              | 1     | 1     | 0     |
| 2016-2017             | AS Temanava           | -                     | -           | -           | -           | -               | -               | -               | -                 | -                 | -                 | -                              | -                              | -                              | -                              | 0     | 0     | 0     |
| 2017-2018             | AS Dragon             | D1                    | -           | -           | -           | -               | -               | -               | -                 | -                 | -                 | LC                             | 4                              | 0                              | 1                              | 4     | 0     | 1     |
| Sous-total            | Sous-total            | Sous-total            | -           | -           | -           | 1               | 1               | 0               | -                 | -                 | -                 | -                              | 9                              | 2                              | 1                              | 10    | 3     | 1     |
| Total sur la carrière | Total sur la carrière | Total sur la carrière | 359         | 76          | 37          | 29              | 12              | 0               | 19                | 4                 | 0                 | -                              | 24                             | 6                              | 3                              | 431   | 98    | 40    |

### Liste des matchs internationaux
| # | Date         | Lieu                                           | Adversaire         | Résultat | Compétition                   | Notes                                                   |
| - | ------------ | ---------------------------------------------- | ------------------ | -------- | ----------------------------- | ------------------------------------------------------- |
| 1 | 17 juin 2013 | Mineirão, Belo Horizonte, Brésil               | Nigeria            | 1 - 6    | Coupe des confédérations 2013 | Titulaire et passeur décisif, remplacé à la 70e minute. |
| 2 | 20 juin 2013 | Stade Maracanã, Rio de Janeiro, Brésil         | Espagne            | 10 - 0   | Coupe des confédérations 2013 | Titulaire.                                              |
| 3 | 23 juin 2013 | Arena Pernambuco, São Lourenço da Mata, Brésil | Uruguay            | 8 - 0    | Coupe des confédérations 2013 | Titulaire.                                              |
| 4 | 21 mars 2018 | Stade Pater Te Hono Nui, Pirae, Tahiti         | Nouvelle-Calédonie | 0 - 0    | Match amical                  | Entre en jeu à la 62e minute.                           |
| 5 | 24 mars 2018 | Stade Pater Te Hono Nui, Pirae, Tahiti         | Nouvelle-Calédonie | 4 - 3    | Match amical                  | Titulaire, remplacé à la 63e minute.                    |

## Palmarès

### En club
Marama Vahirua remporte quatre titres majeurs dans sa carrière, tous avec le FC Nantes. Il est d'abord vainqueur du Trophée des champions en 1999, puis remporte la Coupe de France en 2000. L'année suivante, en 2001, il est champion de France et remporte une seconde fois le Trophée des champions. Il est ensuite finaliste de la Coupe de la Ligue 2004 perdue par le FC Nantes face à Sochaux.
Avec l'OGC Nice, Marama Vahirua est finaliste de la Coupe de la Ligue en 2006. Son club s'incline en finale face à Nancy (2-1) et il est le seul buteur niçois de la finale.
| FC Nantes (4) | OGC Nice (0)                              | AS Pirae (2) |
| --- | ----------------------------------------- | --- |
| - Championnat de France : - Vainqueur en 2001 - Coupe de France : - Vainqueur en 2000 - Coupe de la Ligue : - Finaliste en 2004 - Trophée des champions : - Vainqueur en 1999 et 2001 | - Coupe de la Ligue : - Finaliste en 2006 | - Championnat de Polynésie française : - Vainqueur en 2014 - Coupe de Polynésie française : - Vainqueur en 2015 |

### En sélection nationale
- 5 sélections entre 2013 et 2018 avec l'équipe de Tahiti[17]

### Distinctions personnelles
- Élu meilleur footballeur océanien de l'année en 2005
- Meilleur buteur de la Coupe de France en 2001 (5 buts)

## Vie privée
Marama s'est marié à Mitiana Bodin le 10 juin 2000 à Tahiti. Ils ont cinq enfants (trois garçons : Mihirau, né le 27 août 2001, Hirinai né le 24 février 2006, Maehiti né le 12 novembre 2010 et deux filles : Hereiti née le 18 mai 2004, Hanirei née le 27 juillet 2012).  À la fin de sa carrière en 2013, Marama Vahirua rentre en Polynésie et devient directeur technique de la Fédération tahitienne de football, poste qu'il quitte rapidement (six mois) pour divergence avec sa direction. Il lance alors pour la première fois en Polynésie les stages football Marama Vahirua. Il décide alors de promouvoir la jeunesse polynésienne durant sept années en organisant des déplacements avec des enfants sélectionnés dans ses stages. Leurs projets consistent à côtoyer le monde professionnel de plus près. 
Depuis 2020 toute la famille Vahirua vit à Nice.